# Julian Thomas (Pokerspieler)
Julian Simon Thomas (* 1981) ist ein professioneller deutscher Pokerspieler. Er gewann 2013 das Main Event der World Poker Tour.

## Pokerkarriere
Thomas stammt aus Karlsruhe. Er spielt online unter den Nicknames HealTheWorld (PokerStars), xkgdrds1 (partypoker) sowie Eiermann (Natural8) und war einer der Gründer des Team GatsbyKempinho, ein Zusammenschluss der Pokerspieler Rainer Kempe, Fedor Holz, Steffen Sontheimer, Benjamin Rolle und David Kaufmann. Im Juli 2018 gründete er zusammen mit einigen anderen Pokerspielern ein E-Sport-Team namens No Limit Gaming. Seit 2012 nimmt Thomas an renommierten Live-Turnieren teil.
Ende April 2013 belegte Thomas beim Main Event der European Poker Tour (EPT) in Berlin den siebten Platz und erhielt ein Preisgeld von 110.000 Euro. Im Dezember 2013 gewann er das Main Event der World Poker Tour in Prag. Dafür setzte er sich gegen 305 andere Spieler durch und nahm eine Siegprämie von mehr als 200.000 Euro entgegen. Im Juni 2014 war Thomas erstmals bei der World Series of Poker im Rio All-Suite Hotel and Casino am Las Vegas Strip erfolgreich und kam bei einem Turnier der Variante No Limit Hold’em ins Geld. Mitte Dezember 2016 erreichte er beim EPT Super High Roller in Prag den Finaltisch und beendete das Turnier auf dem sechsten Platz für rund 150.000 Euro Preisgeld. Anfang Mai 2017 wurde Thomas beim High-Roller-Event der PokerStars Championship in Monte-Carlo Achter und erhielt dafür knapp 130.000 Euro. Mitte Dezember 2017 belegte er beim Super High Roller der partypoker Eurasian Poker Tour in Prag den fünften Platz für 150.000 Euro. Anfang Mai 2018 wurde Thomas beim EPT High Roller in Monte-Carlo Sechster für rund 165.000 Euro. Ende Oktober 2018 erreichte er den Finaltisch beim Super High Roller der World Series of Poker Europe im King’s Resort in Rozvadov und belegte den dritten Platz, der mit mehr als 1,1 Millionen Euro bezahlt wurde. Seitdem erzielte er bis dato keine weitere Live-Geldplatzierung.
Insgesamt hat sich Thomas mit Poker bei Live-Turnieren mehr als 2,5 Millionen US-Dollar erspielt.